# Nicerta fervens
Nicerta fervens är en insektsart som beskrevs av Walker 1857. Nicerta fervens ingår i släktet Nicerta och familjen Derbidae. Inga underarter finns listade i Catalogue of Life.